# Can Marsans
Can Marsans és una obra noucentista de Castellterçol (Moianès) inclosa a l'Inventari del Patrimoni Arquitectònic de Catalunya.

## Descripció
Can Marsans se situa en el centre històric de la població. És un edifici entre parets mitgeres, compost de planta baixa i dos pisos. Coberta a dues aigües, amb la façana de composició simètrica acabada en una galeria oberta. La porta d'entrada es un arc de mig punt adovellat i a l primer pis hi ha tres obertures rectangulars que donen a un balcó corregut. Els elements formals i decoratius són propis del llenguatge noucentista.